# Черновский (Башкортостан)
Черно́вский (баш. Черновка) — деревня в Уфимском районе Республики Башкортостан Российской Федерации. Входит в состав Красноярского сельсовета. 

## География

### Географическое положение
Расстояние до:
- районного центра (Уфа): 20 км,
- центра сельсовета (Красный Яр): 6 км,
- ближайшей ж/д станции (Уфа): 20 км.

## Население
| 2002 | 2009 | 2010 |
| ---- | ---- | ---- |
| 47   | ↗48  | ↗60  |

### Национальный состав
Согласно переписи 2002 года, преобладающие национальности — татары (57 %), башкиры (28 %).